# Bold & Delicious/Pride
Bold & Delicious / Pride  é o 38º single da cantora de japonesa Ayumi Hamasaki, lançado em 30 de novembro de 2005. Ambas músicas deste single são versões de músicas da banda Sweetbox com as letras escritas pela própria Ayumi. Os videos clipes das duas músicas foram gravados em Nova Iorque. "Bold & Delicious / Pride" estreou em 1º lugar na Oricon mas apesar disso não foi muito bem sucedido nas vendas, enquanto os outro singles de (Miss)understood venderam em média mais de 300 mil cópias "Bold & Delicious / Pride" vendeu 133,000 cópias.
O single foi certificado Ouro pela RIAJ, por vender mais de 100,000 cópias vendidas.

## Faixas
Todas as faixas escritas e compostas por Ayumi Hamasaki. 
| CD  |                                                  |         |  |
| N.º | Título                                           | Duração |  |
| 1.  | "Bold & Delicious "Original Mix""                | 4:42    |  |
| 2.  | "Pride "Original Mix""                           | 4:12    |  |
| 3.  | "HEAVEN "House Mix""                             | 6:15    |  |
| 4.  | "Will "Wall5 Remix""                             | 5:03    |  |
| 5.  | "Bold & Delicious "Original Mix -Instrumental-"" | 4:42    |  |
| 6.  | "Pride "Original Mix -Instrumental-""            | 4:08    |  |

| DVD |                                 |         |  |
| N.º | Título                          | Duração |  |
| 1.  | "Bold & Delicious (Vídeo Clip)" | 5:09    |  |
| 2.  | "Pride (Vídeo Clip)"            | 4:32    |  |

## Vendas
| Parada                           | Posição | Total de Vendas | Semanas |
| -------------------------------- | ------- | --------------- | ------- |
| Oricon Parada Diária de Singles  | 1       | 133,000         | 7       |
| Oricon Parada Semanal de Singles | 1       | 133,000         | 7       |
| Oricon Parada Mensal de Singles  | 7       | 133,000         | 7       |
| Oricon Parada Anual de Singles   | 73      | 133,000         | 7       |